# 多摩石

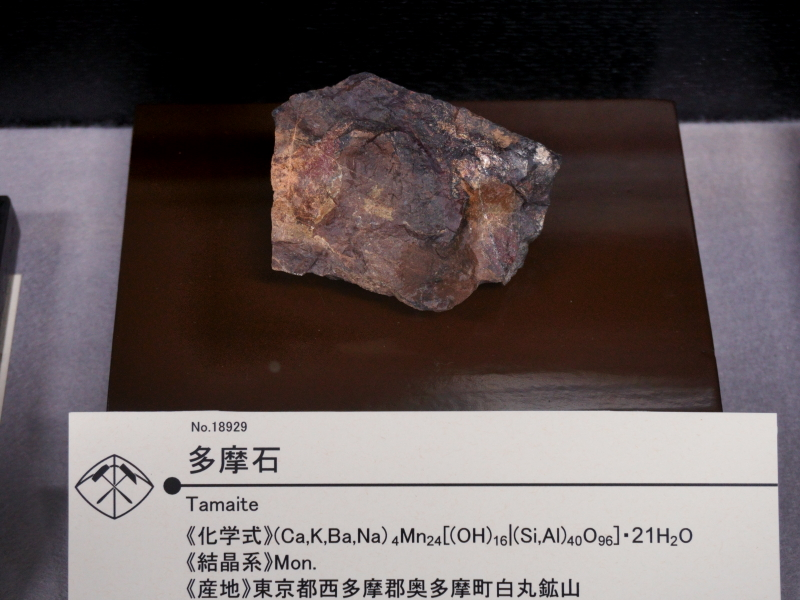
多摩石（秋田大学附属鉱業博物館所蔵）

多摩石（たませき、 Tamaite）は、2000年に発表された日本産新鉱物で、鉱物学者の松原聰（国立科学博物館）などにより東京都奥多摩町の白丸マンガン鉱山から発見された。 化学組成は(Ca,K,Ba,Na) 3-4Mn24(Si,Al) 112・21H2Oで、単斜晶系。色は無色から帯褐色で、モース硬度は4。
ガノフィル石（Ganophyllite）と同じ層状ケイ酸塩鉱物で、層間の陽イオンがカルシウムを主とする種である。発見地が多摩地方に属することから命名された。
多摩石のカルシウムがカリウムに置換するとガノフィル石に、ナトリウムに置換するとエグレトン石（Eggletonite）となる。これらは外観上では区別できず、共産することもあるため科学的分析が必要となる。